# Hlyboka
Hlyboka (in ucraino Глибока?; in polacco Hliboka; in romeno Adâncata; in russo Глыбокая?, Glybokaja), è un insediamento rurale ucraino (9 226 abitanti) nel distretto di Černivci, nell'oblast' di Černivci. Ospita l'amministrazione della comunità territoriale di Hlyboka, una delle comunità territoriali dell'Ucraina.
Fino al 18 luglio 2020 Hlyboka è stata il centro amministrativo del distretto di Hlyboka, abolito come parte della riforma amministrativa dell'Ucraina, che ha ridotto a tre il numero dei distretti dell'oblast' di Černivci. L'area del distretto di Hlyboka è stata fusa nel distretto di Černivci.
Fino al 26 gennaio 2024 Hlyboka era classificata come insediamento di tipo urbano. Da tale data è entrata in vigore una nuova legge che ha abolito questo status e Hlyboka è stata riclassificata come insediamento rurale..